# Wacław Gralewski
Wacław Gralewski, ps. „Szymon”, „Victor” (ur. 24 października 1900 w Lublinie, zm. 16 listopada 1972 tamże) – polski dziennikarz, poeta, pisarz i redaktor, porucznik Wojska Polskiego i ludowego Wojska Polskiego, członek Związku Literatów Polskich.

## Życiorys
Syn Bogumiła, oficera i Heleny z d. Błaszczak. Ukończył Gimnazjum im. Jana Zamoyskiego, a następnie, od 1918 roku, studiował na Wydziale Prawa Katolickiego Uniwersytetu Lubelskiego.  
W 1918 roku wstąpił ochotniczo do Legionów Polskich. Brał udział w walkach w okolicach Lidy, podczas których doznał kontuzji. Został skierowany do Szkoły Podoficerskiej w Dęblinie, a następnie do Szkoły Podchorążych w Rembertowie. Później został urlopowany lub wysłany do jednostki w Lublinie. W 1921 roku w stopniu podporucznika rezerwy został zwolniony ze służby wojskowej, następnie jako słuchacz nadzwyczajny ponownie podjął studia prawnicze.  
Zadebiutował w 1919 jako poeta, współpracował z czasopismem harcerskim „Nasze Pismo”. Był współredaktorem czasopism literackich: „Młodzież” (1919), „Lucifer” (1921) i „Reflektor” (1923–1925) oraz członkiem grupy poetyckiej „Reflektor”. W 1923 roku objął funkcję redaktora naczelnego czasopisma „Express Lubelski”, który w 1931 roku rozszerzył działalność na Wołyń i zmienił nazwę na „Express Lubelsko-Wołyński”, funkcję tę pełnił do 1939 roku.  
W 1931 roku był współzałożycielem Lubelskiego Związku Pracy Kulturalnej. W 1932 roku brał udział w powstaniu Związku Literatów w Lublinie oraz Syndykatu Dziennikarzy Polskich, w którym objął stanowisko prezesa i pełnił je do 1939 roku. Współpracował z czasopismami „Pion”, „Reflektor”, „Tęcza”, „Ziemia” oraz „Zwierciadło”. 
Podczas kampanii wrześniowej wydawał ponownie „Express Lubelski”, wydawany był on w formie jednokartkowych ulotek. Należał do Cywilnego Komitetu Obrony Lublina. 
Od początku 1941 roku w konspiracji, a do grudnia 1943 roku szef Biura Informacji i Propagandy Okręgu Lublin ZWZ-AK. W BIP redagował również dwa wydawane przez ten organ pisma: „Nasze Jest Jutro” i „Okręgowy Dziennik Radiowy”, współpracował także z pismem „Orzeł Biały”. Od 1944 roku służył w 1 Armii Wojska Polskiego ludowego Wojska Polskiego, w składzie której dotarł pod Berlin. Został zdemobilizowany w czerwcu 1945 roku, następnie powrócił do Lublina, współpracował z dziennikiem „Sztandar Ludu”. Pracował także jako nauczyciel Państwowych Kursów Pedagogicznych. Od 1945 roku był kandydatem na członka Związku Literatów Polskich, członkiem rzeczywistym został w 1952 roku. 
W 1948 roku wszedł w skład Miejskiej Rady Kultury i Sztuki. Zajmował się tłumaczeniem radzieckich sztuk teatralnych, za co w 1950 roku, wraz z innymi członkami zespołu literackiego „Załoga nr 1” otrzymał nagrodę literacką Wojewódzkiej Rady Narodowej. W 1952 roku był kierownikiem Biura Wojewódzkiego Odbudowy Warszawy w Lublinie
W latach 1952–1957 był członkiem redakcji czasopisma „Kamena”. W 1957 roku był jednym z założycieli Lubelskiej Spółdzielni Wydawniczej, krótko współpracował także z „Kurierem Lubelskim”. Po 1957 roku poświęcił się głównie pracy literackiej, publikował eseje, artykuły, reportaże, felietony i recenzje. Publikował m.in. w czasopismach „Kamena”, „Światło”, „Zdrój” oraz „Kultura i Życie”. W 1968 roku otrzymał nagrodę WRN za całokształt twórczości literackiej. 
Zmarł w Lublinie 16 listopada 1972 roku. Pochowany na cmentarzu przy ulicy Lipowej w Lublinie. 
Opublikował między innymi wspomnienia Ogniste koła, Lublin 1963.

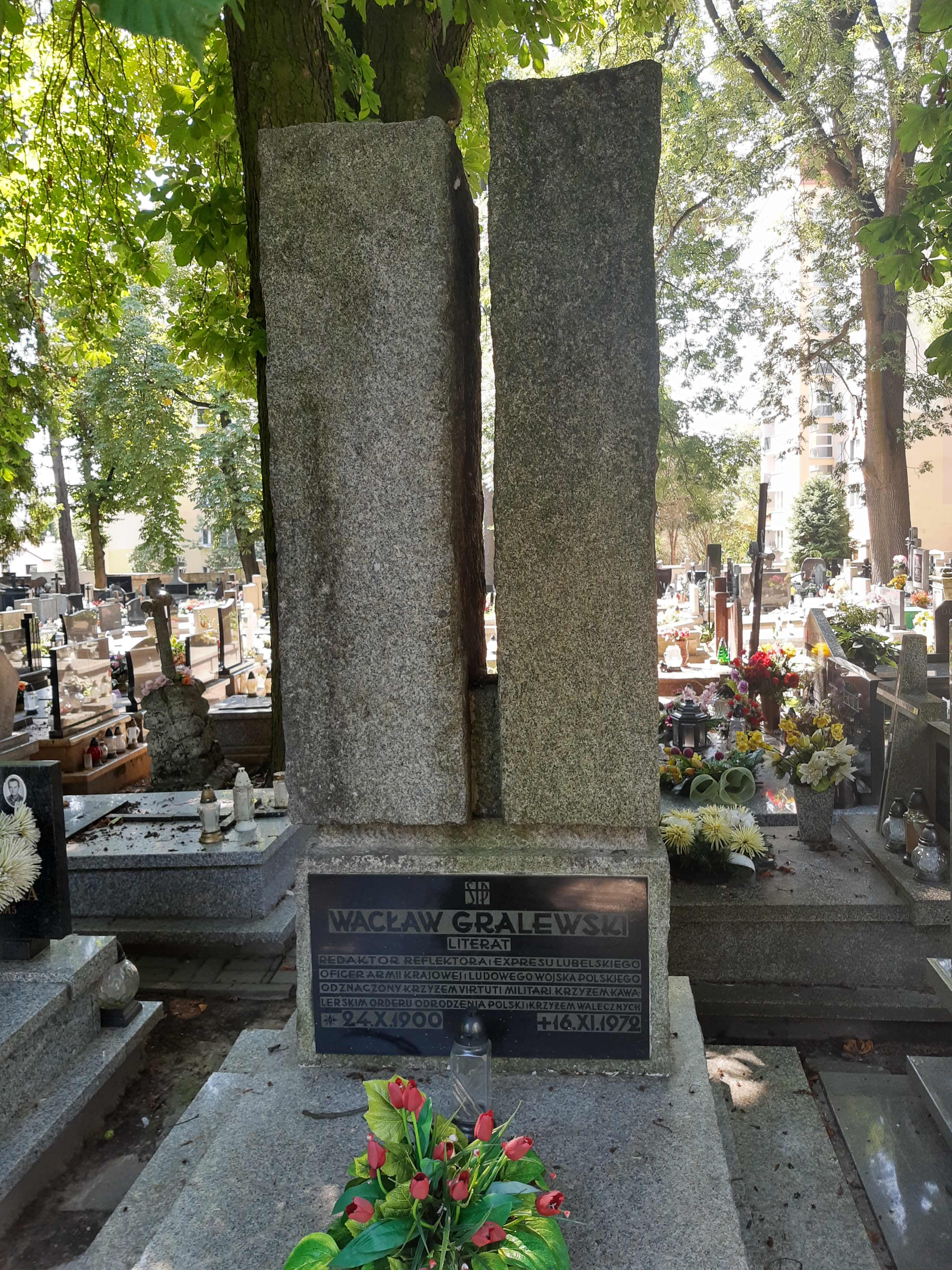
Grób Wacława Gralewskiego na cmentarzu przy Lipowej

## Ordery i odznaczenia
Źródło:
- Krzyż Srebrny Orderu Virtuti Militari
- Krzyż Kawalerski Orderu Odrodzenia Polski (1969)
- Krzyż Walecznych
- Medal Niepodległości (1937)
- Złoty Krzyż Zasługi z Mieczami (1965)
- Srebrny Krzyż Zasługi (1938)
- Srebrny Medal „Zasłużonym na Polu Chwały”
- Srebrna Odznaka Odbudowy Warszawy
- Odznaka „Za Zasługi dla Lubelszczyzny” (1970)
- Odznaka „Zasłużony dla miasta Lublina”